# Nectandra ramonensis
Nectandra ramonensis är en lagerväxtart som beskrevs av Standley. Nectandra ramonensis ingår i släktet Nectandra och familjen lagerväxter. Inga underarter finns listade i Catalogue of Life.